# Żywkowo (województwo warmińsko-mazurskie)
Żywkowo (niem. Schewecken) – wieś w Polsce, położona w województwie warmińsko-mazurskim,  w powiecie bartoszyckim, w gminie Górowo Iławeckie, na terenie Natangii, przy granicy z Rosją. 
W latach 1975–1998 wieś należała administracyjnie do województwa olsztyńskiego.
Jest to najpopularniejsza z polskich tzw. „bocianich wsi”. Odnotowuje się, że Żywkowo zamieszkuje ok. 160 bocianów białych w 42 gniazdach. Najwięcej bocianich gniazd (24) ma w swoim gospodarstwie Polskie Towarzystwo Ochrony Ptaków.

## Integralne części wsi

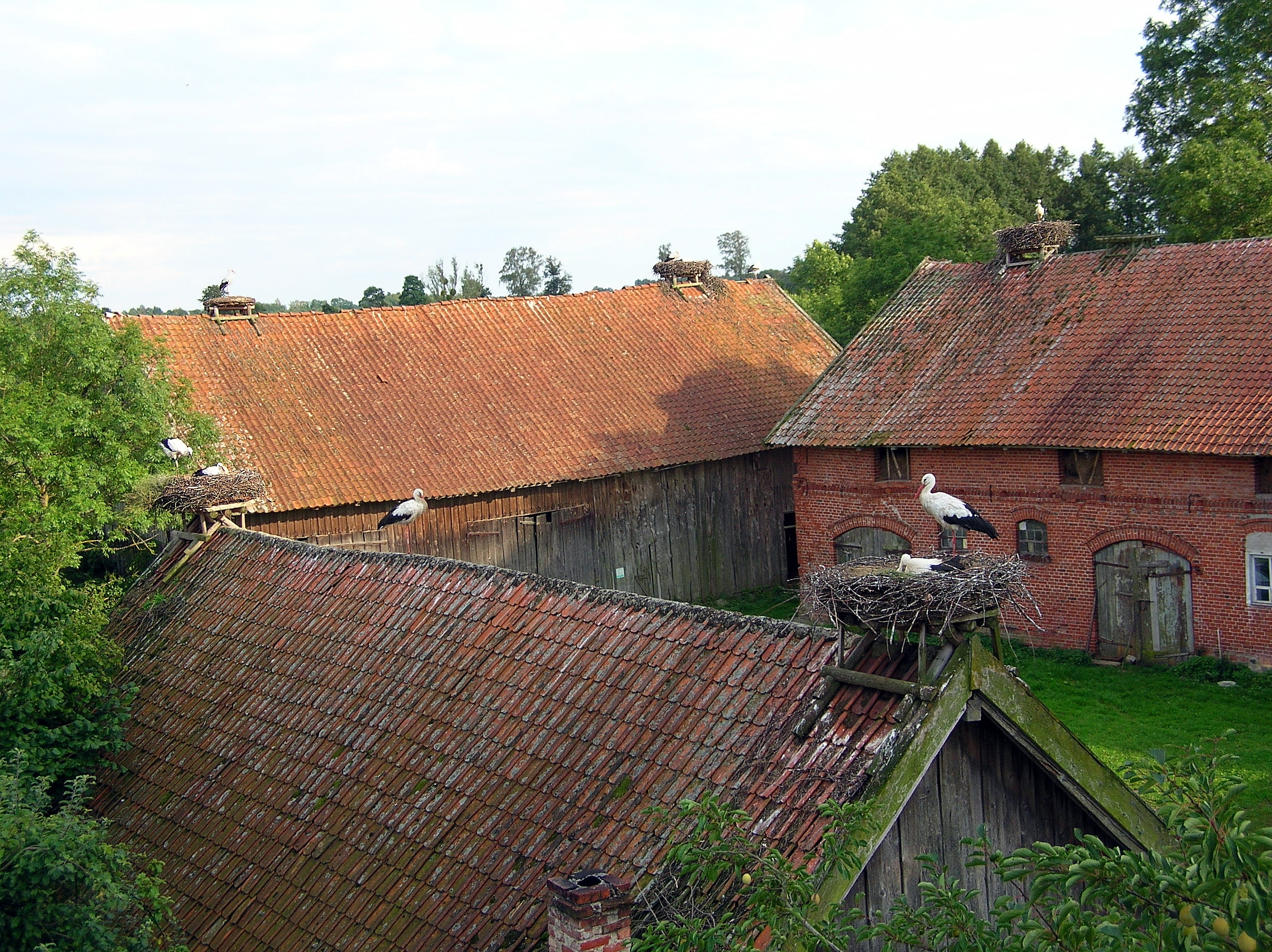
Bocianie gniazda

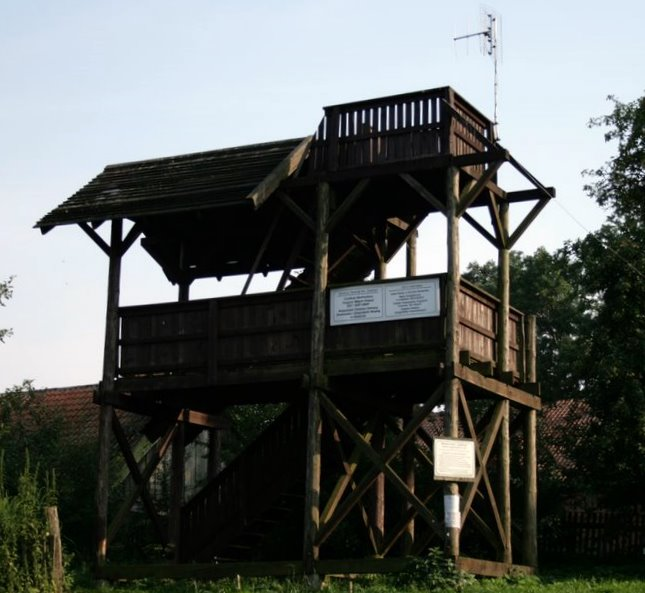
Wieża widokowa w gospodarstwie PTOP

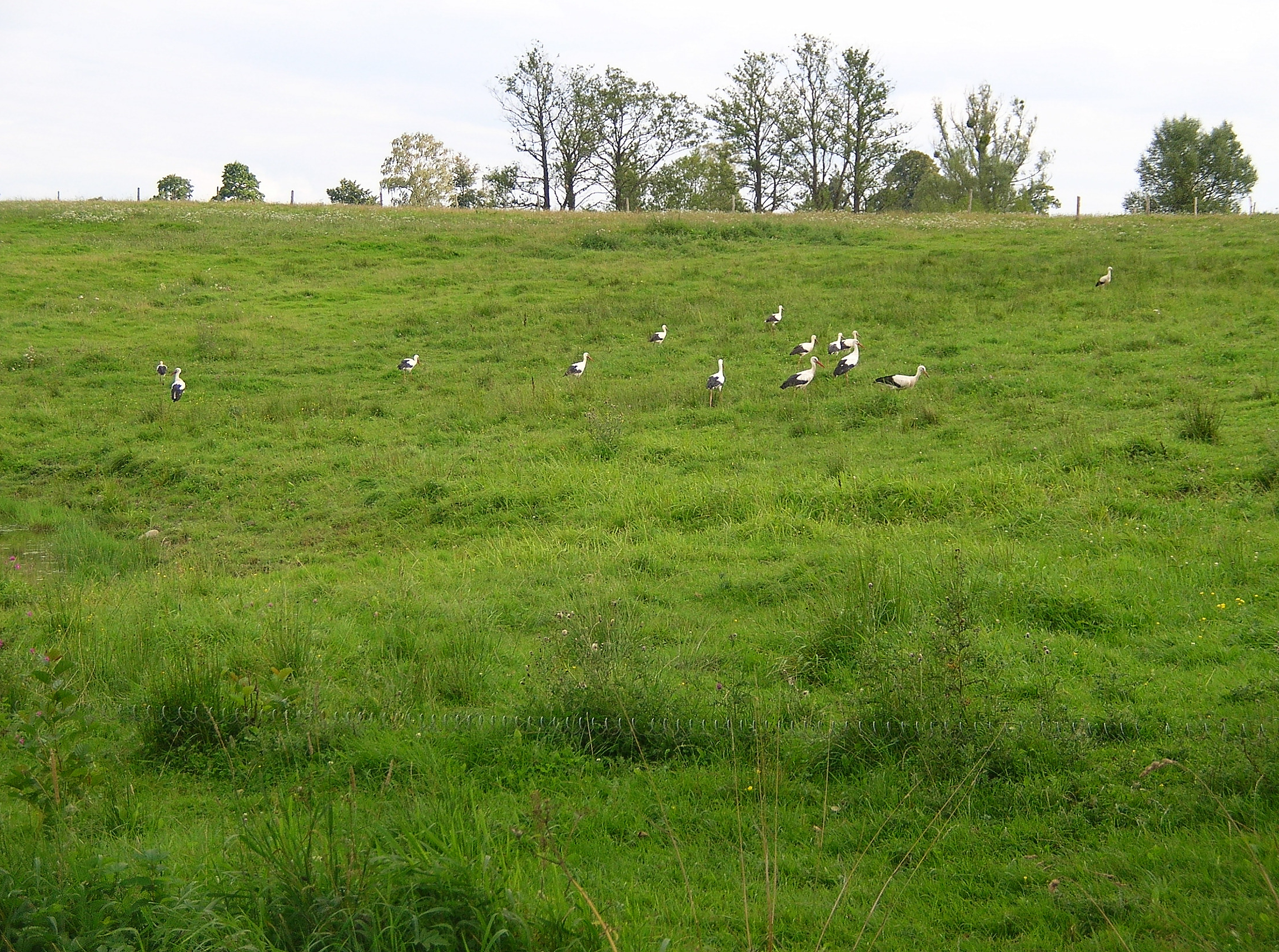
Bociany białe na łące we wsi Żywkowo

| SIMC    | Nazwa   | Rodzaj  |
| ------- | ------- | ------- |
| 0474650 | Grądzik | kolonia |

## Historia
Pierwotnie na tym terenie zlokalizowana była wieś Seweke, zniszczona podczas wojen polsko-krzyżackich. Ponowne wzmianki pochodzą z 1785 roku. Około roku 1821 liczba mieszkańców wynosiła 44 osoby, do roku 1928 wzrosła do 54. Po II wojnie światowej miejsce wysiedlonych niemieckich mieszkańców zajęli ukraińscy przesiedleńcy z akcji „Wisła” i do dziś wieś zamieszkują ich potomkowie.
W 1983 r. we wsi było 14 budynków mieszkalnych ze 118 mieszkańcami. Wieś miała elektryczne oświetlenie ulic, funkcjonowało 21 indywidualnych gospodarstw rolnych, uprawiających łącznie 213 ha ziemi i hodujących 139 sztuk bydła (w tym 87 krów), 85 świń, 18 koni i 13 owiec. W tym czasie we wsi była świetlica i punkt biblioteczny.
Przy wsparciu wspólnoty greckokatolickiej i władz lokalnych w 2000 roku została ufundowana kapliczka greckokatolicka. Wzniesiono ją w centralnym miejscu wsi.